# Dąbrowa Narodowa
Dąbrowa Narodowa (według TERYT Dąbrowa) – część oraz dzielnica Jaworzna, w małopolskiej części województwa śląskiego, w południowej Polsce. Położona jest w północno-zachodniej części miasta w rejonie tradycyjnie zaliczanym do Małopolski. Dzielnica ma głównie charakter mieszkaniowy z elementami zabudowy jednorodzinnej. Historycznie była samodzielną wsią, wzmiankowaną już w XIV w. Została włączona w granice Jaworzna w XX w.
Położona między Osiedlem Stałym a Jęzorem (Sosnowiec). Dawniej część gminy Szczakowa, w 1954 r. włączona do Jaworzna.
Państwowy Rejestr Nazw Geograficznych wymienia części miasta Dąbrowa, Dąbrowa Narodowa, oraz Dąbrówka dwa razy. Poniższe wzmianki mogą odnosić się do jednej z tych nazw.   

## Historia
Nazwa Dąbrowa pochodzi od starych dębowych lasów rosnących na tych terenach w przeszłości. Do 1923 roku mówiono i pisano Dąbrowa, a dopiero w czasie ustalania nazw miejscowych w 1923 roku dodano drugi człon dla odróżnienia.
Dąbrowa znana była już w XIV w. jako osada służebna biskupów z Krakowa. W 1287 roku wieś należała do parafii w Brzezince (obecnie w  Mysłowicach), a potem do parafii w Jaworznie. Jeszcze w 1620 roku należała do Ligęzów była nawet królewszczyzną, lecz znowu weszła w granice klucza w Sławkowie. Część dawnej Dąbrowy zwała się Olejkami, jako że żyli tu olejkowie, zielarze–medycy. Zbierali zioła, leczyli okolicznych mieszkańców, a swoje cenne wonności wozili nawet na wawelski dwór. Przyjmowała je królowa Sońka, ostatnia żona Władysława Jagiełły i jej synowa królowa Elżbieta. Od 1790 roku istniało tu kilka kopalń-upadówek, które należały do  Potockiego. Małe kopalnie rozbudowali Westenholzowie i inni bankierzy z Wiednia. Rodzina Westenholzów dorobiła się tu dużej fortuny. Wieś na tym też zyskała. Zbudowano kantyny dla górników. Powstała szkoła, kształcono tu górników, ponieważ analfabeta nie mógł obsługiwać maszyny parowej. Nauczycieli opłacała gmina i częściowo kopalnie. W 1836 roku do szkoły uczęszczało ponad 100 dzieci i 30 górników. W  1867 r. Urząd Powiatowy w Jaworznie wywłaszczył pola miejscowym gospodarzom i oddał je rodzinie Westenholzów. Ta zaś zatroszczyła się o byt swoich górników. Kto miał własne konie mógł dobrze zarobić na przewozie węgla do Ładugi na Przemszy. Większość górników żyła nadal w biedzie, pozwolono jednak na stawianie domków z rajmówki lub drewna.
Do 1934 samodzielna gmina jednostkowa. W latach 1934–1954 Dąbrowa Narodowa były gromadą w gminie Szczakowa w powiecie chrzanowskim w woj. krakowskim.
Podczas II wojny światowej włączona do III Rzeszy, gdzie 1 stycznia 1942 stała się siedzibą gminy Dąbrowa Narodowa (Amtsbezirk Dabrowa-Narodowa).
Po wojnie ponownie w gminie Szczakowa.
W związku z reformą znoszącą gminy jesienią 1954 roku, dotychczasowa gromadę Dąbrowa Narodowa wyłączono ze znoszonej gminy Szczakowa i włączono bezpośrednio do Jaworzna (do porównania, sąsiedni Długoszyn włączono najpierw do miasta Szczakowa w 1954, a dopiero w 1956 do Jaworzna.

## Ważniejsze obiekty
- Kościół Najświętszej Maryi Panny Anielskiej (ul. Emilii Plater 5)
- Remiza Ochotniczej Straży Pożarnej (ul. Strażacka 11)
- Szkoła Podstawowa nr 8 w Jaworznie (ul. Spółdzielcza 9)
- Sala Królestwa Świadków Jehowy (ul. Elektryków 3)[7]
- Kościół Adwentystów Dnia Siódmego (ul. Elektryków)

## Galeria

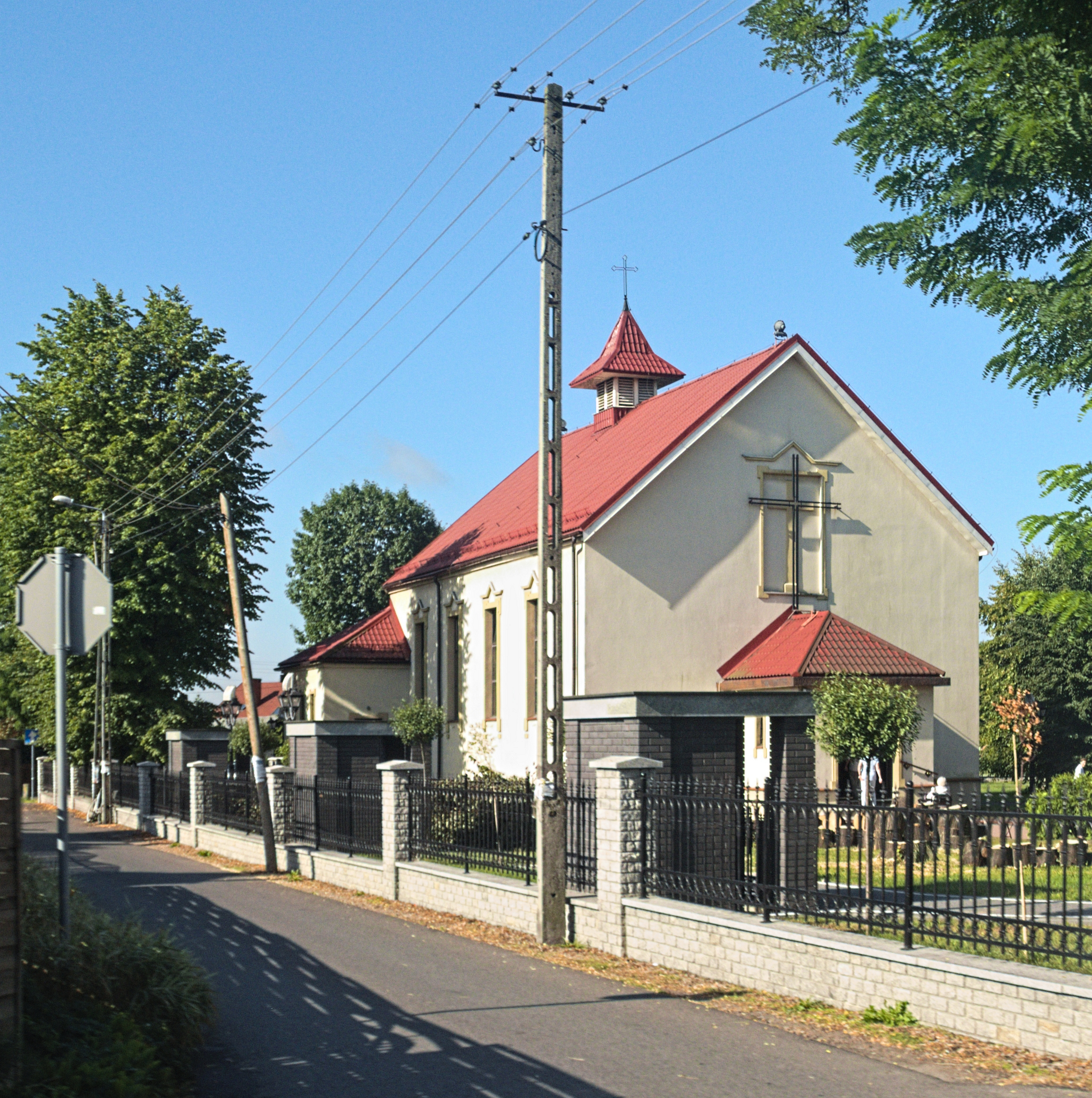
Kościół Najświętszej Maryi Panny Anielskiej
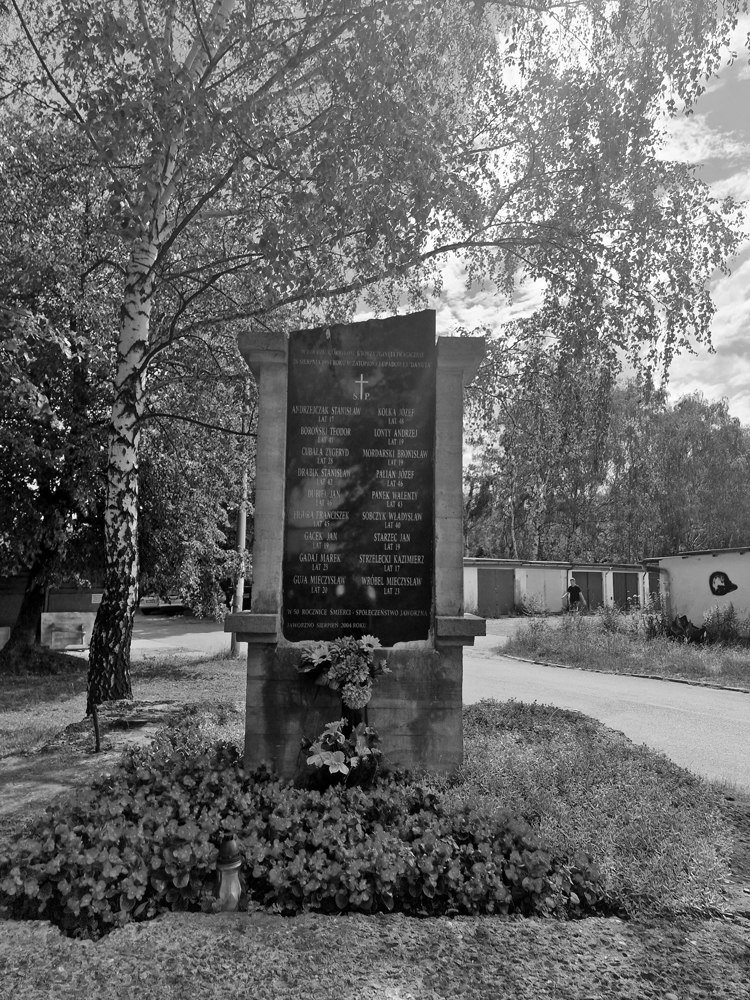
Pomnik górników kopalni upadowej Danuta
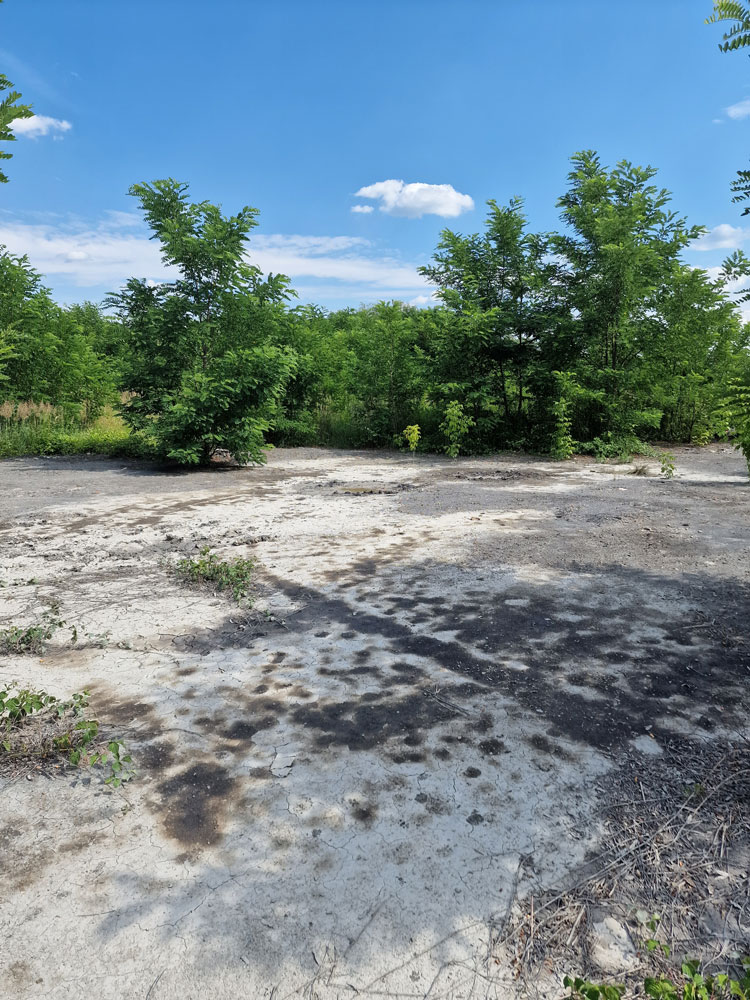
Szyb Krasicki Fryderyk